# St. Johann (Reutlingen)
St. Johann là một thị xã thuộc huyện Reutlingen, bang Baden-Württemberg của Đức. Phần lớn diện tích (44,2%) địa phương này nằm trong Khu dự trữ Sinh quyển Swabian Alb của UNESCO.

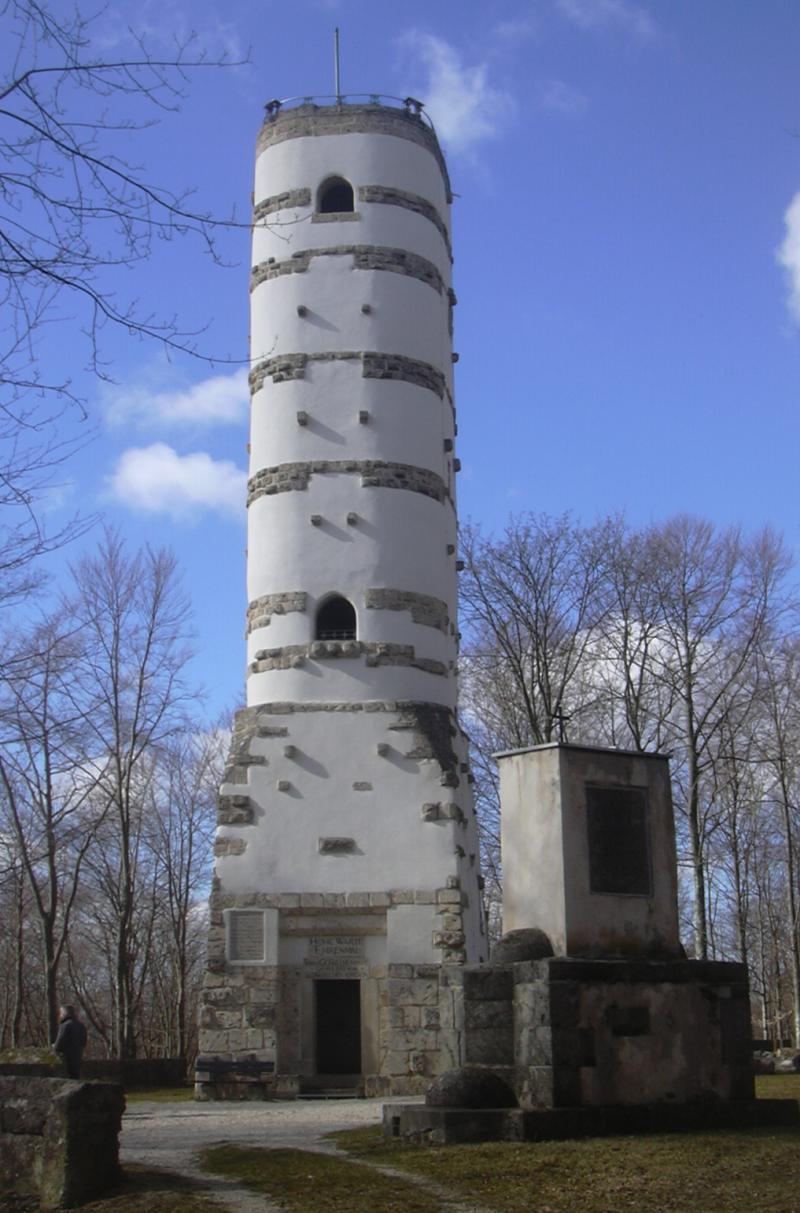
Tháp canh HoheWarte

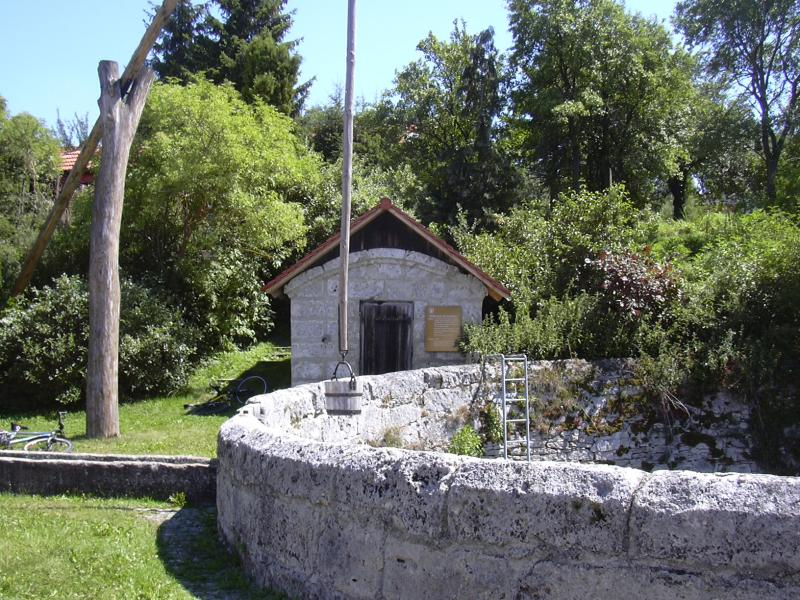
Đài phun nước Lonsingen

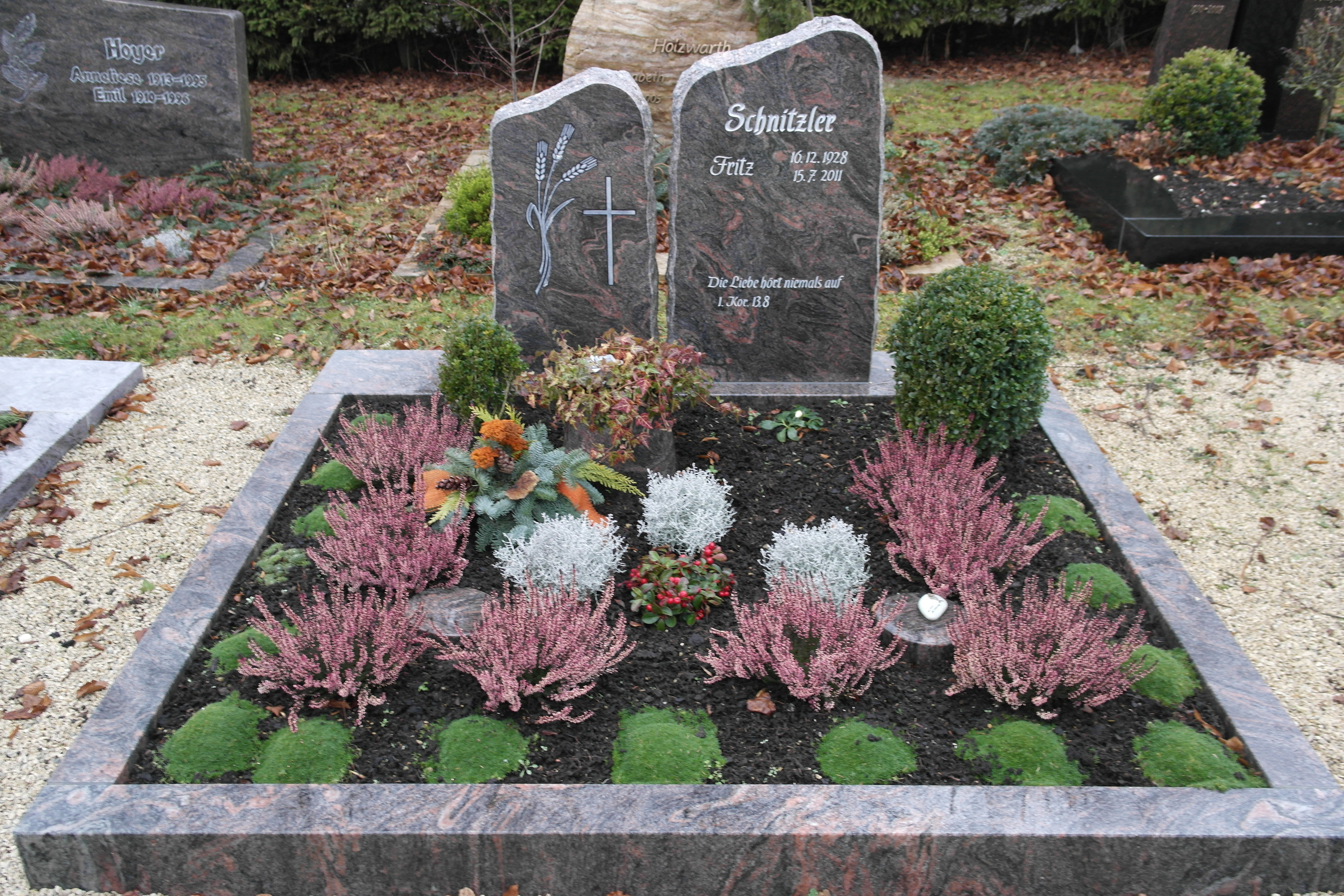
Mộ Friedrich Wilhelm Schnitzler - Nghĩa trang Ohnastetten